# 沸点测定器

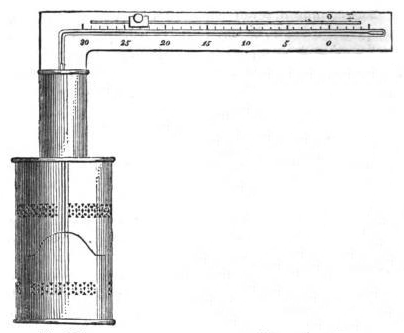
维达尔测定仪 Vidal ebullioscope

沸点测定器(ebullioscope) 是一种用于测定液体沸点的工具。依据沸点升高原理，可用于确定混合物的酒精浓度和非挥发性溶质的分子质量。这一过程被称为沸点升高测定法(ebullioscopy）。